# 東部戦線 (第一次世界大戦)
東部戦線（とうぶせんせん）は、1914年8月に勃発した第一次世界大戦において、中央ヨーロッパから東部ヨーロッパにかけて構築された戦線をさす。
西部戦線が塹壕戦で膠着した一方で、東部戦線の戦況は流動的なままであった。緒戦でロシア軍はオーストリア領ガリツィア・ロドメリア王国（東ガリツィア）およびドイツ領東プロイセンへ進攻したが、東プロイセンではタンネンベルクの戦いでドイツ軍に大敗した。この敗北以後、ロシア軍が積極的な攻勢に出ることは少なくなり、独墺軍の優勢のまま戦線は長期化した。
ロシア軍はブルシーロフ攻勢においてオーストリア＝ハンガリー帝国軍を相手に勝利を収めるが、他に目立った戦果は挙げられず、軍の近代化の面で一歩先を行くドイツ軍に対し、次第に圧迫されていく。
1917年、戦争による経済疲弊などで国民の不満は高まり、遂にロシア革命が起こる。3月、皇帝ニコライ2世は退位し、10月になってボリシェヴィキが政権を掌握する。ボリシェヴィキ政府は即座に中央同盟国側との休戦交渉を開始するが、交渉が停滞するうちに反ボリシェヴィキのウクライナ人民共和国が同盟国側につき、中央同盟国との戦争は再開され、ボリシェヴィキ政府は窮地に立たされた。
1918年3月、ボリシェヴィキ政府と同盟国との間で、中央同盟国への広大な領土を割譲するという厳しい内容のブレスト＝リトフスク条約が結ばれ、東部戦線は終結した。

## 1914年

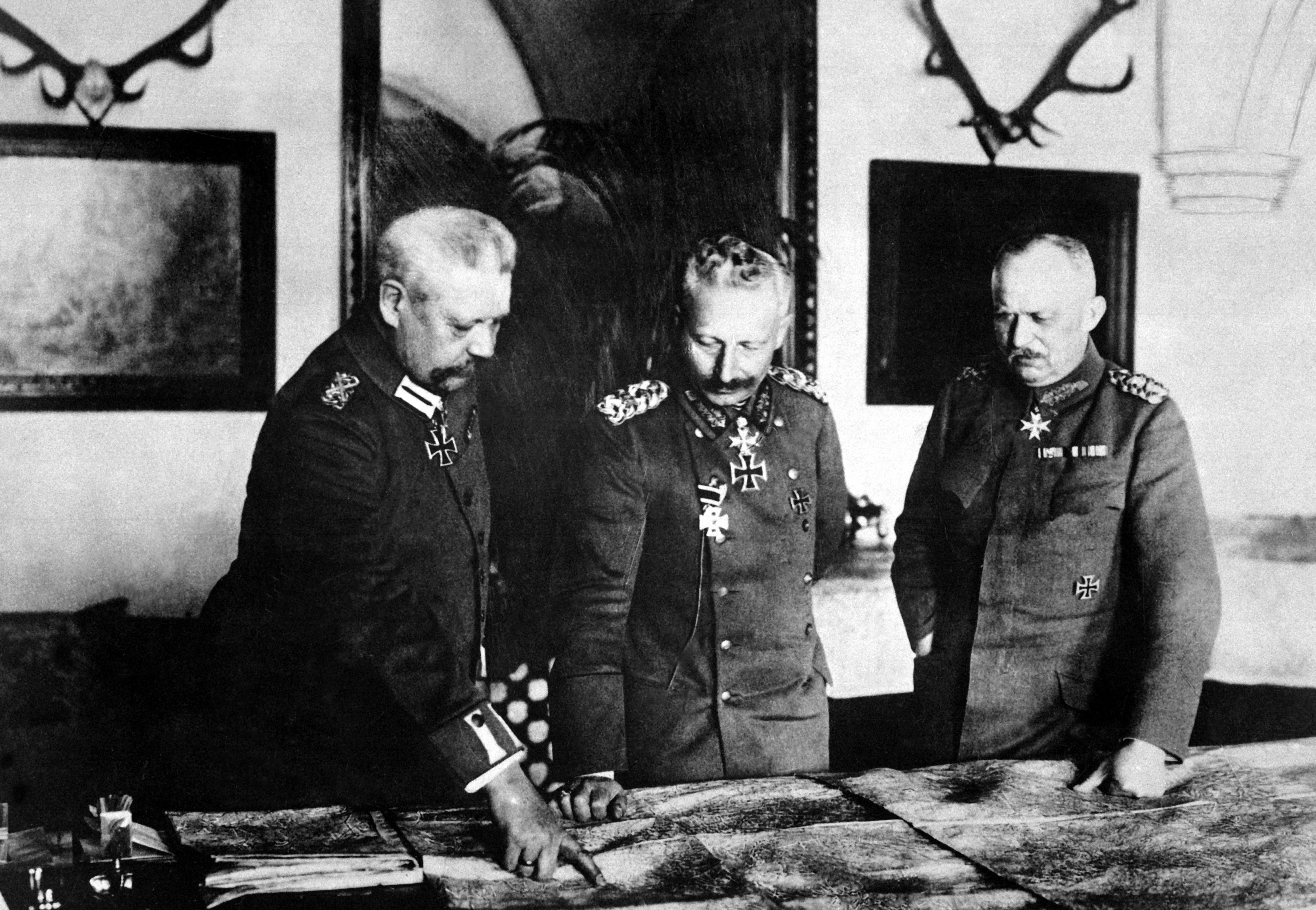
軍議中のヒンデンブルク・ヴィルヘルム2世・ルーデンドルフ(左から)

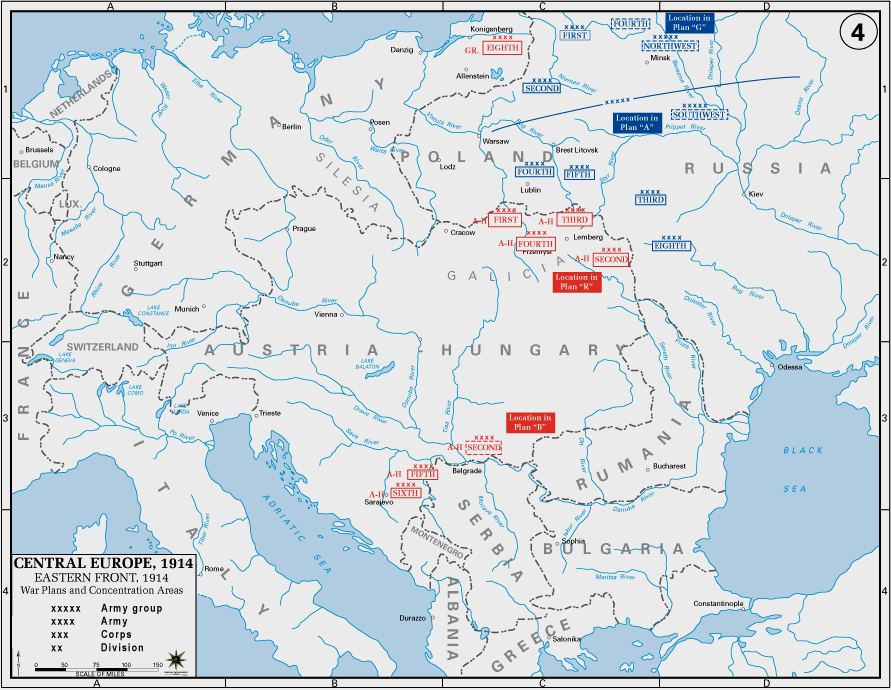
1914年、東部戦線。両軍の集中。

### 緒戦、東プロイセン方面
ドイツ軍の考えていたシュリーフェン・プランはロシア軍の動員の遅さを前提としていたが、この予想に反して8月中旬にはロシア軍は動員を完了した。8月17日、ロシア西北正面軍の第1軍はスワルキー地方から独領東プロイセンに進攻し、グンビンネン付近の独軍陣地を攻撃。同第2軍は8月19日ナレウ河谷から東プロイセンに進入し、ドイツ国境守備隊を駆逐しつつ前進していた。
グンビンネンの戦いの敗戦により新しくドイツ第8軍司令官となったヒンデンブルク大将はロシア第1軍、第2軍の不連携に乗じて各個撃破を計画した。すなわちロシア第1軍に対しては後備1個軍団及び騎兵1個師団のみをあてて防御し、グンビンネン付近にいた現役2個軍団を招致して主力をもってロシア第2軍を殲滅しようという案である。
ドイツ軍は2個軍団をもってタンネンベルク付近に陣地を構築し、グンビンネン付近から鉄道で移動した2個軍団を各1個軍団宛陣地の両翼に使用してロシア第2軍を包囲しようとした。ロシア第2軍は8月26日からタンネンベルク付近の陣地を攻撃していたがドイツ軍に包囲される。30日、ついに湖沼森林地域に追い詰められたロシア第2軍はほとんど殲滅された。
この間北方にいたロシア第1軍はアルレ湖畔に停止し、第2軍を救援するという積極的な行動を起こさなかった。ロシア第1軍がなぜ第2軍を助けなかったかについて、ソ連ゼンコウィチは「第1軍が第2軍に協力援助を与えなかった主要な原因は、正面軍司令部の誤った状況判断と時機を逸した命令部署に他ならない。そしてこれらは連絡と敵情偵察が不十分であった結果として起こったものである。」と述べている。
独ヒンデンブルク将軍はタンネンベルク勝利後、兵を北方を移動させ露第1軍を殲滅しようと決し第一次マズーリ湖攻勢を開始した。ドイツ軍は不意にロシア軍の左翼に出てこれを包囲しようとしたが、ロシア第1軍は第2軍と同じ失敗を恐れて自国内へと撤退した。

### 緒戦、東ガリツィア方面
対ロシア作戦のため使用されるオーストリア＝ハンガリー帝国軍は8月20日おおむね動員を済ませ、オーストリア第3軍及びケーベス兵団を東方のロシア第3軍、第8軍にあてて主力はルブリン、ホルム方面から南下するロシア第5軍、第4軍に向かって前進させた。一方、ロシア軍主力の第3軍、第8軍は、リヴィウを目指して前進した。オーストリア、ロシア両軍の間で遭遇戦が発生したが、リヴィウ東方のオーストリア軍は優勢なロシア軍によって漸次西方に圧迫された。9月2日、オーストリア軍はついにガリツィア・ロドメリア王国（ガリツィア）の首府レンベルク（リヴィウ）を放棄した。これにより北方オーストリア軍は主力方面から逐次戦力を東方に転用しなければならない状況に陥る。オーストリア軍は広正面に分散し、いたるところで戦力が脆弱となって次第に西方に退却した。
こののち、セルビア戦線から招致した2個軍団の到着を待って、オーストリア軍は9月8日リヴィウ方面で攻勢に出た。激戦となったがオーストリア軍はロシア軍に右翼を包囲され、9月10日サン河の線に向かって退却した。ロシア軍は各方面からこれを追撃するとともにヴィスワ川（ポーランド語: Wisła、ドイツ語: Weichsel ヴァイクセル）河畔に集中していた第9軍をもってサン川両岸地区を南下させ、オーストリア軍の左翼を突こうとした。このためオーストリア軍はサン川の線にも停止することができず、多大な損害を被ってプシェムィシル要塞に約5万の兵を残して退却した。
ロシア軍はこれを追撃して8月22日約5個軍団でプシェムィシル要塞を包囲し、さらに要塞南北の地域からサン川西方に進出した。この追撃の途中、ロシア軍はドイツ軍がポーランド方面に兵力を集結させているのを知り、同24日第4軍を北方イヴァンゴロド方面に転用した。

### 10月以後、ポーランド方面
ロシア軍はガリツィアにおいてオーストリア軍主力を撃破して追撃中、ドイツ軍は9月中旬以後鉄道網を利用して大部隊をシュレジェン州に集中させようとしていた。ロシア軍はこれを察知してロシア第4軍をイヴァンゴロド方面のロシア第2軍左翼に転進させ、西南方面軍の主力はサン川左岸に進出した。
一方ドイツ軍は他方面から増援を得て東ポーランド方面で攻勢を計画。28日より行動を開始しピリッツァ河以南の地区でロシア軍を突破しようとした。オーストリア軍も10月4日頃よりヴィスワ川上流右岸地区で前進を開始した。
ロシア軍はポーランド方面のドイツ軍に対し攻勢を決定したが、作戦は進展しなかった。ロシア軍はガリツィア方面の諸軍をサン川右岸に後退させてプシェムィシル要塞の包囲を解き、第5軍をルブリン付近に集結させてワルシャワ方面からドイツ軍左翼に向かって攻勢に転じた。そのためドイツ、オーストリア軍は左翼を包囲されて国境線に向かって退却。プシェムィシル要塞はまたもロシア軍に包囲された。
10月下旬、ドイツ軍は他方面より兵を送り、追撃前進中のロシア軍右翼に対し攻勢をとることを決定した。ロシア軍はドイツ軍の退却に乗じて西方と南方で追撃していたが、ロシア右翼軍がヴァルタ川の線に達するとともにドイツ軍は西部戦線からの増援を待たずにトルン付近に集結していた兵力で攻勢に転じた。ドイツ軍はロシア軍の右翼を圧迫してウッチ付近でロシア約4個軍団を包囲したが、ロシア増援軍に反対に包囲された。包囲されたドイツ軍は11月24日東方に向かってロシア軍戦線を突破して友軍に収容された。
ドイツ軍はウッチ会戦が失敗すると中央方面でロシア軍配備が薄くなっていることを利用し、チェンストホヴァ（ポーランド語: Częstochowa、イディッシュ語: טשענסטעכאוו チェンストホーフ）方面よりカリシュ付近に集結した約6個師団と西部戦線からトルン付近に輸送された約9個師団を加えて11月下旬からロシア軍を攻撃して、これを撃退した。

## 1915年

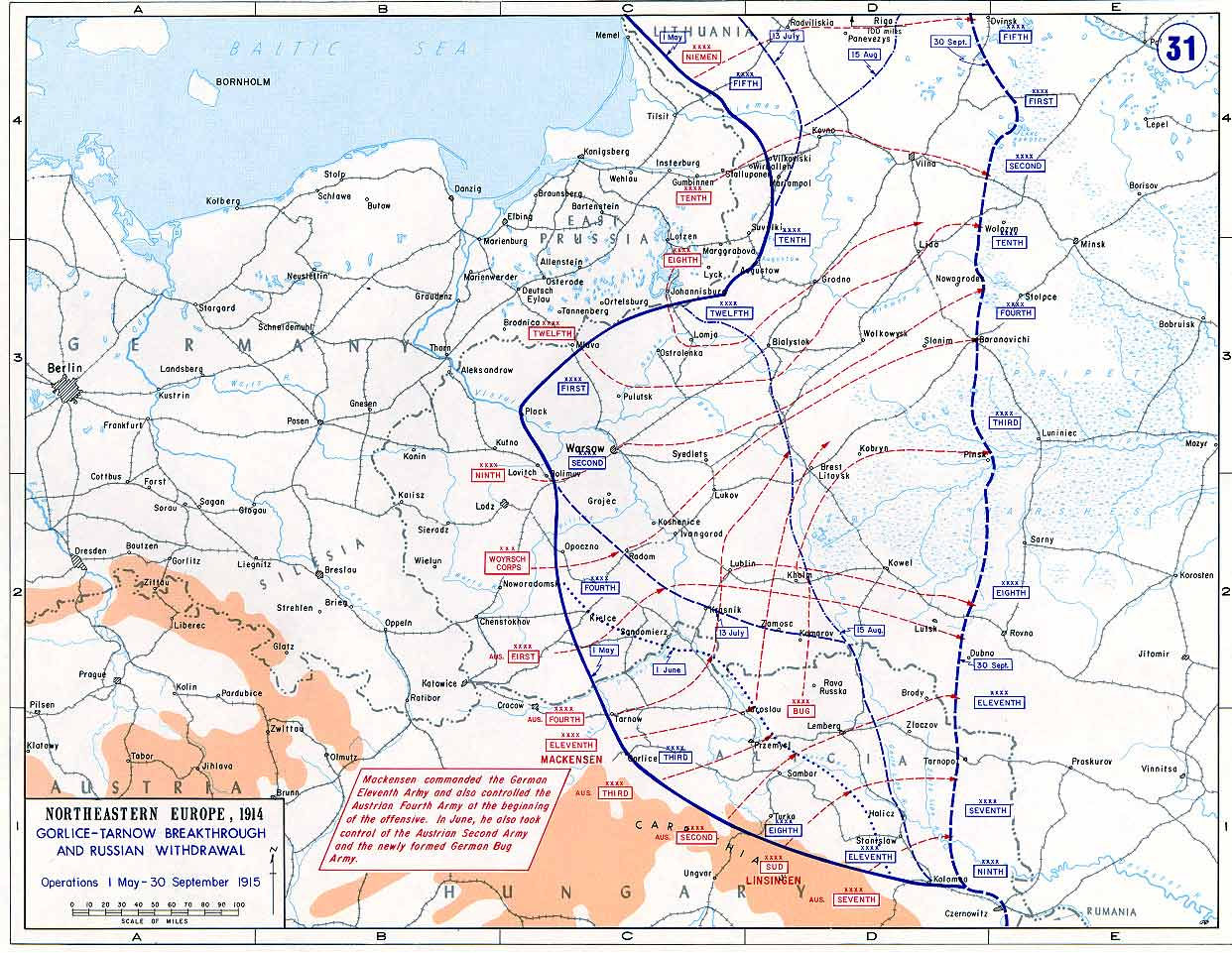
1915年、ゴルリッツ＝タルヌフ攻勢。

### マズーリ湖の戦い
ドイツ軍は新たに第8軍と第10軍を編成し、これをもって東プロイセン奪還を計画した。作戦に先立ち、1月31日、ドイツ軍最初の大規模毒ガス放射がボリムフ付近で行われている（ボリムフの戦い）。2月7日、ドイツ第8軍が前進を開始し、次いで第12軍が8日よりロシア第10軍を包囲するように前進した。悪天候の中で行われた攻勢はロシア軍の不意を突いた。ドイツ軍はロシア第10軍の第20軍団をアウグストゥフの原生林に追い詰めて、22日に降伏させた。ロシア軍は兵9万以上と火砲300門を失った。

### プシェムィシル包囲戦
1914年11月のロシア軍の第2回の攻囲以後、プシェムィシル要塞はオーストリア軍が数回出撃したが包囲を完全に解くことはできなかった。要塞は4ヶ月後の3月22日に降伏。10万以上のオーストリア兵が捕虜となり、多数の火砲が失われた。ロシア軍は攻城軍の第11軍をカルパティア方面に転用した。

### カルパティア方面
1月上旬ブコビナ方面では、ロシア軍は約3個歩兵師団と2個騎兵師団をもってトランシルヴァニアに進攻したがオーストリア第7軍によって撃退された。カルパティア山脈方面では1月下旬よりドイツ、オーストリア軍が攻勢を開始し、2月上旬カルパティア主山脈を奪取して同月中旬主山脈の北方に進出した。これに対しロシア軍は頑強に抵抗し、プシェムィシル要塞の陥落によって浮いた兵力をカルパティア方面に転用することによって攻勢に転じた。ドイツ、オーストリア軍はオーストリア第2軍を送ってこれに対抗したが、4月初めには主山系の大半をロシア軍に占領されてしまう。ドイツ、オーストリア軍はますます兵力を増加させて4月中旬デュクラ峠方面で攻勢に転じたが失敗に終わった。この間プランツェル軍はブコビナ方面で攻勢を継続してロシア軍左翼を脅かしたが、5月マッケンゼンのゴルリッツ＝タルヌフ攻勢によってカルパティアの形勢は一変することとなった。

### ゴルリッツ＝タルヌフ攻勢
ドイツ軍は行き詰った西部戦線から東部戦線に目を向け、ロシア軍に一大打撃を与えようと攻勢を計画し、4月下旬よりゴルリッツ作戦の陽動のためドイツ・ベロウ軍がクールラント方面に進攻。ダウガヴァ川の線にロシア軍を圧迫した。さらにドイツ軍は西部ガリツィアに精鋭10個師団、重軽砲450門を集中し、5月1日よりロシア第3軍正面のゴルリッツ付近へ攻勢を開始。4日、ロシア軍第3線陣地帯を突破したのでカルパティア方面のロシア第8軍は側背を脅かされて第3軍と共にサン川の線に向かって退却した。ドイツ、オーストリア軍はこれを追撃してロシア軍に大損害を与え、14日サン河左岸の線に達し、19日までにプシェムィシル以北ラジムノ(Radymno)・シーニャワ(Sieniawa)間約30kmの正面においてサン右岸に前進した。ロシア軍は他方面から約17個師団の増援を得てサン下流地区よりオーストリア第4軍に向かって攻勢をかけたが成功しなかった。ドイツ、オーストリア軍は次回攻勢の準備のため、一時的に攻撃を中止した。
イタリアが5月23日協商側に立って参戦した結果、ドイツ、オーストリア軍は時機を逸すれば挽回できない状況に陥ると察し、ガリツィア方面での勝利に乗じて作戦初期の目的であるロシア軍へ一大打撃を与えようと行動を起こした。ドイツ、オーストリア軍は6月2日プシェムィシル要塞を奪取し、19日リヴィウ付近のロシア軍を撃破して北方と東方の二方面に分断し追撃した。

### ロシアの大撤退
ナレウ正面ドイツ軍約14個師団は7月13日よりロシア軍を攻撃してプルツスク・ロザン二橋頭陣地を奪取。南方のマッケンゼン軍と共にワルシャワの背後に迫り、ポーランド方面のドイツ軍もまた正面から前進した。このため8月1日ロシア軍は全線をカウナス（ポーランド語: Kowno コヴノ）・フロドナ・ブレスト＝リトフスクの要塞線に後退させた。ワルシャワ、イヴァンゴロドの二要塞は5日ドイツ軍によって占領された。これらの大撤退によって1915年の作戦は一段落を告げることとなった。

## 1916年

### ロシアのブルシーロフ攻勢

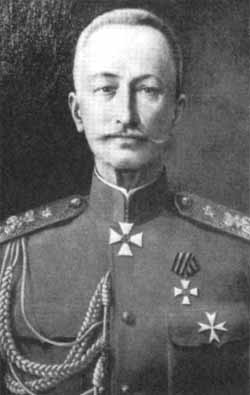
ブルシーロフ

3月12日の連合軍軍事会議において、ヴェルダンでフランス軍と激戦を繰り広げているドイツ軍に対してイギリス軍とロシア軍が牽制攻撃することが決定される。ロシア軍は5月15日頃攻撃に出ることとなった。仏ジョフル将軍の要請により3月以降66個歩兵師団、9個騎兵師団半をもってリガ方面で牽制的攻勢を実施したが、思うような戦果を得ることができなかった。さらにロシア南西方面軍は6月4日ガリツィアにおいて、ロシア西方正面軍は6月18日ピンスク北方地域において一大攻勢を実施した。
6月4日のロシア西南方面軍の作戦がいわゆるブルシーロフ攻勢と呼ばれるものである。ブルシーロフ将軍は1916年4月南西正面軍に任命されてガリツィアでの攻勢を計画したが、これまでのロシア軍攻勢の失敗をよく分析して準備した。まずオーストリア軍を混乱させるため攻撃準備射撃は計画的に行う。つまり砲撃はランダムに小休止をませてオーストリア兵が塹壕から出られないようにする。全線でこれと同じ砲撃の方法をとって主攻撃がどこかを悟られないようにして効果的に予備隊を使うのを妨げた。それから多くの線で自軍塹壕を墺軍塹壕から50mあたりまで掘り進め、速やかに前進できるよう前線近くに予備隊が置かれた。またオーストリア軍の塹壕モデルが作られてロシア歩兵はこれによって訓練した。航空写真などによる墺軍砲兵位置の把握などもなされた。
6月12日までに捕虜約20万人、火砲216門、機関銃645挺を獲得して大成功をおさめたが、ロシア軍夏季攻勢の主攻撃たる西方正面軍の攻勢は思わしい結果を残せなかった。しかしながらこの攻勢はドイツ軍の予備兵力を吸引することができ、またオーストリア軍のアジアーゴの戦い（トレンティーノ攻勢）を一時牽制してイタリア軍の危急を救うことができた。ブルシーロフ攻勢については「ブコビナ地方とガリツィア東部を占領して35万の捕虜を得たが、好機を逃したあとのだらだらとした攻勢によって100万兵以上の兵が戦死した。この損失はロシア軍の精神的戦闘力を崩壊させ、その結果として革命と瓦解を招いた」との意見がある。

### ルーマニアの参戦

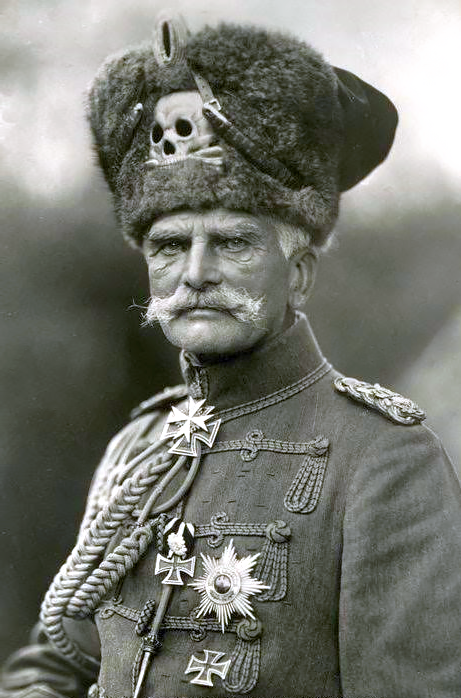
マッケンゼン

第一次世界大戦の勃発以来ルーマニアは中立を守っていたが、中央同盟国と協商国との戦いの間で漁夫の利を得ようと参戦の機会を虎視眈々と狙っていた。1916年連合国の夏季攻勢が始まってから、特にブルシーロフ攻勢の戦果はルーマニアを刺激し、これによってルーマニアは協商国側に立って参戦することに決めた。ロシアはこれに喜んだが、ルーマニアの戦備不足は思わぬ結果を残すこととなる。
8月27日ルーマニア軍はトランシルヴァニアに進攻したが、オーストリア第1軍はシビウ付近の山系によって防御した。この間に独マッケンゼンの多国籍軍がブルガリア方面よりドブロジャに北進し、またドイツ第9軍がシビウに逐次兵力を集中して反撃を開始した。ドイツ第9軍はシビウ付近山中においてルーマニア第1軍を殲滅して、さらに同第2軍を蹂躙。マッケンゼン軍はこれに呼応してドナウ河を渡河し、12月6日独墺軍はついにルーマニア首都ブカレストを占領した。悪天候とロシア軍の救援によってシレト川の線でようやく膠着したが、ルーマニア軍は全軍の4分の3を失い、また国土の大半を失うこととなった。この作戦によってルーマニアの豊富な小麦と石油が同盟軍に奪い取られ、参戦に期待をもっていた連合国側は物質上の利点を失うだけでなく心理的にも大きな敗北を喫した。

## 1917年

### 二月革命
3月16日、二月革命でロシア臨時政府が成立した。連合軍がロシア臨時政府に対し東部戦線における攻勢を要求してくると、4月20日にミリュコフ外相は勝利後のボスポラス海峡とダーダネルス海峡の割譲を条件に7月攻勢に出ることを連合国に対して独断で約束した（ミリュコフ覚書）。

### ケレンスキー攻勢

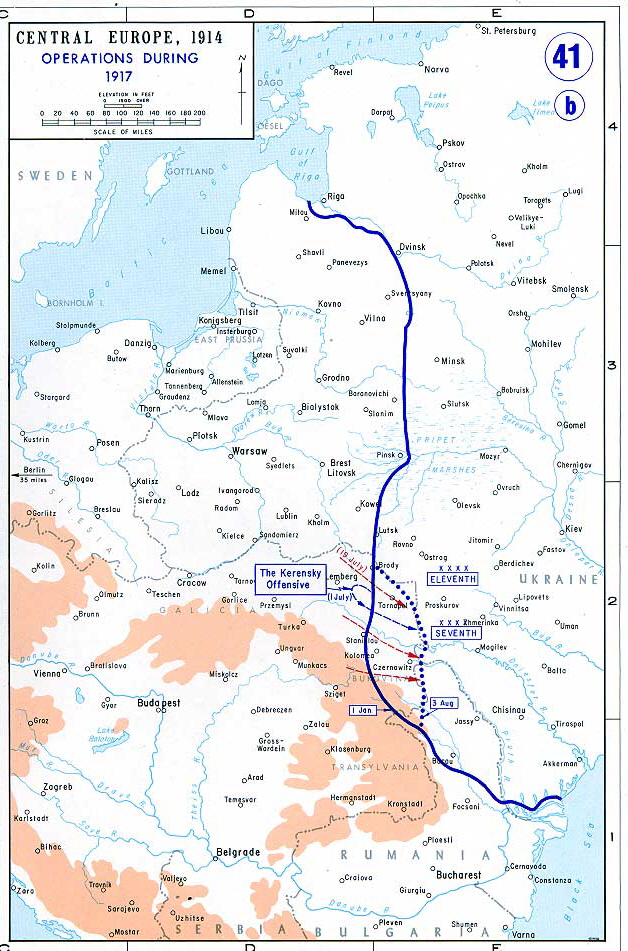
1917年、ケレンスキー攻勢。

5月19日、アレクサンドル・ケレンスキーが陸海軍相に就任し、攻勢作戦にでる意欲を固めた。総司令官に帝政時代の将校アレクセイ・ブルシーロフを据えた。ブルシーロフは7月攻勢の目標としてレンベルクを設定し、ブルシーロフ攻勢同様、広正面での浸透をはかる作戦をたてた。
二月革命と前後して前線では脱走兵が急増していたが、それでもなおロシア軍の兵力は650万人と同盟軍を上回っていた。6月18日攻勢は開始され、ロシア軍は東ガリシアで独墺軍の前線を崩壊させた。このまま進撃するかのように思われたが、6月20日以降突如前線兵士とりわけ突撃部隊が前進を拒みはじめた。厭戦気分により、多くの兵士がこれ以上の戦争継続を望んでいなかったからである。結局、独墺軍が7月6日に反攻に出たため戦線は再び元の位置に戻ってしまった。

### コルニーロフ事件
ケレンスキーはブルシーロフを解任し、ラーヴル・コルニーロフを据えたが、コルニーロフは戦力の温存を決め、攻勢を中断してしまう。7月19日、ドイツ軍は東部軍参謀長マックス・ホフマンの下、ズロチョフで攻勢に出た。約20Kmに亘りロシア軍の前線が崩壊した。ロシア兵は敗走し壊乱に近い状態となった。ガリシア東部でもオーストリア軍の攻撃が開始され、7月29日タルノポリが占領された。一方、ロシア国内では、ボリシェヴィキによる武装デモ（七月蜂起）が7月16日に起き、騒乱が20日まで数日にわたって続く程の混乱に見舞われた。

### リガ攻勢
9月1日フォン・フーチェル指揮の独第8軍は各方面から増援を得て、リガを目指して渡河作戦を行った。攻撃部隊の開進は攻撃開始9日前より開始され、第1線の後方約40kmから前方地帯への運動は夜間において実施した。攻撃正面に展開した砲兵の数は157個中隊、迫撃砲520ないし570門であり、攻撃開始前陣地に進出した後所要地点に試射を完了した。優勢な砲兵と毒ガス弾によってロシア軍砲兵は制圧され、ドイツ軍は楽々と渡河できた。4日までにドイツ軍はリガを占領し、ロシア軍に多大な損害を与えることができた。

### アルビオン作戦
リガにおけるドイツ軍の勝利もロシア政府を動かすのに十分ではなかったためダメ押しとして作戦が計画された。コードネーム、アルビオン作戦である。目標はリガ湾河口の諸島群。このため10月12日の朝早くに2万人の兵が集められ、これに海軍の艦隊が支援に回った。21日までにドイツ軍は作戦を終了し、何千もの捕虜を獲得した。

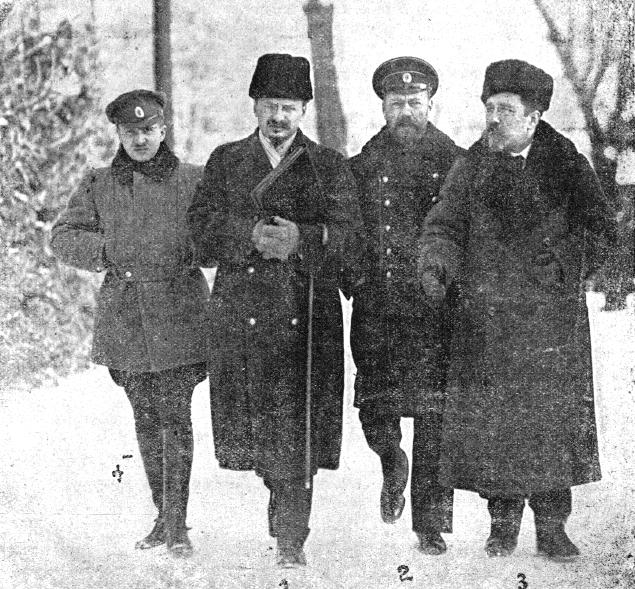
中央同盟国との和平交渉に臨むトロツキー（左から2人目）

### 十月革命
10月、事態を収拾できなかったケレンスキー政権が十月革命によりボリシェヴィキの手で打倒された。時同じくして、当時ロシア領であったウクライナでボリシェヴィキ派（ソビエト派ウクライナ人民共和国）と臨時政権派（ウクライナ人民共和国中央ラーダ）が衝突し（ウクライナ内戦、1917年11月8日 – 1921年11月17日）、これに革命政府は干渉しようとしたため、ウクライナ・ソビエト戦争が勃発した。
革命により成立したソヴィエト政府は、このウクライナ情勢を解決するために早急に同盟軍との講和に迫られた。12月22日、ソヴィエト政府と同盟国側との休戦の1週間後に講和に向けた交渉がブレスト＝リトフスクにおいて始められた。

## 1918年

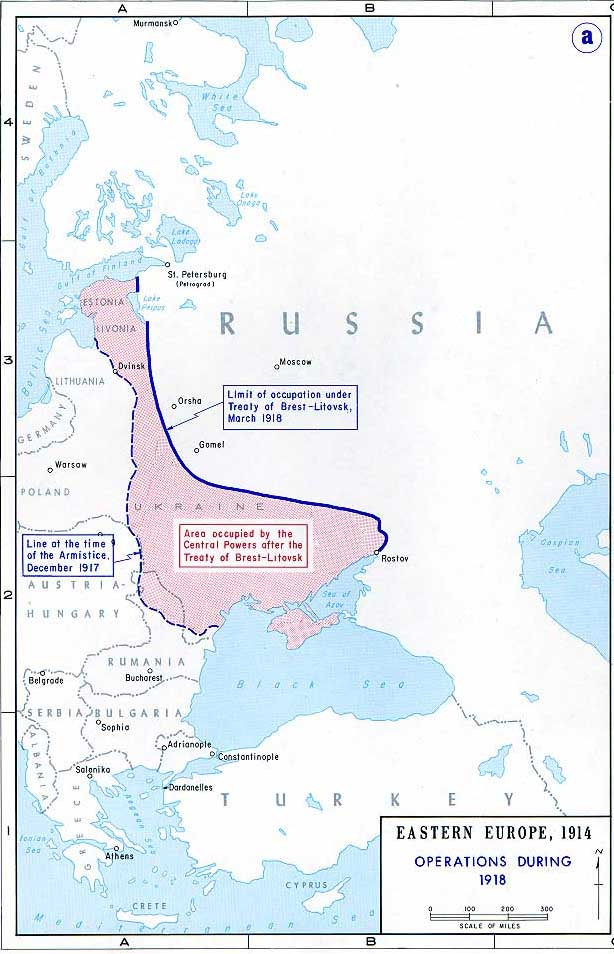
ブレスト＝リトフスク条約によるロシア領の減少範囲

### ウクライナとのブレスト＝リトフスク条約締結
2月9日、反ヴォルシェビキのウクライナ人民共和国と中央同盟国の間でブレスト＝リトフスク条約（Treaty of Brest-Litovsk (Ukraine–Central Powers)）が締結された。

### 11日戦争
2月18日、長引く交渉に苛立っていたドイツ軍は、ウクライナとの条約締結がなったため、ソビエト政府への攻勢を再開した。十月革命後の混乱の影響でロシア軍はほとんど解体されており、無人の野を征くが如きドイツ軍はたちまちミンスクを落しペトログラードにも迫った。

### ソビエト政府とのブレスト＝リトフスク条約締結
ドイツ側はソビエト政府に対し、ウクライナ・バルト海沿岸地方・フィンランドの独立を承認し（実質的にドイツへの割譲）、ポーランド・リトアニア・白ロシアの一部をドイツに、カルスとバトゥムをオスマン帝国（ドイツの同盟国）にそれぞれ割譲し、賠償金60億マルクを支払うという過酷な条件を突き付けた。ボリシェヴィキ内部でも激論が戦わされた。正規軍が戦えずとも、農民や労働者がゲリラになって戦えば良いと言う主張もあったが、結局レーニンの即時講和論が押し通される形で党委員会で採択された。
3月3日、双方の間でブレスト＝リトフスク条約（Treaty of Brest-Litovsk (Bolshevik government–Central Powers)）が締結された。これにより、ロシアは総人口の3分の1、耕地・鉄道網の4分の1、石炭・鉄生産の4分の3を失った。

### ルーマニアとのブカレスト講和条約
1917年、ロシア革命の混乱の中、モルダヴィア民主共和国が独立を宣言していた。1918年4月9日にはルーマニアとの合邦が決議され、ルーマニアに吸収された。

### ロシア内戦
1918年7月17日、ロマノフ家の処刑。
1918年8月30日、レーニン暗殺未遂事件。

### ブルガリアとのテッサロニキ休戦協定締結
1918年9月29日、テッサロニキ休戦協定により、ブルガリアが中央同盟から離脱。

## 影響

### チェコスロバキアの成立
1918年10月28日、チェコスロバキア共和国がオーストリア＝ハンガリー帝国から独立。

### セルビアとルーマニアによる歴史的ヴォイヴォディナ分割
歴史的ヴォイヴォディナのうちスレムだけは、1918年10月29日にスロベニア人・クロアチア人・セルビア人国の一部となった。11月1日、バナト共和国がオーストリア＝ハンガリー帝国から独立。11月15日セルビア王国がバナト共和国に侵攻して併合（バナト・バチュカおよびバラニャ）。11月24日にスレムがスロベニア人・クロアチア人・セルビア人国から離脱してセルビア王国に合流。11月25日にセルビア王国がスロベニア人・クロアチア人・セルビア人国を吸収してセルビア人・クロアチア人・スロベニア人王国が成立。ルーマニアによるトランシルヴァニア併合で、12月1日にはルーマニア王国によってバナトの大部分（ティミシュ県、カラシュ＝セヴェリン県、アラド県、メヘディンチ県）が併合された。

### ポーランド共和国の独立
1918年11月11日、ポーランド共和国がロシア帝国から独立。ウクライナ・ポーランド戦争（1918年11月1日‐1919年7月17日）、ポーランド・ソビエト戦争（1919年2月14日 - 1921年3月18日）、ポーランド・リトアニア戦争（1919年春 - 1920年11月29日）、シレジア蜂起（1919年 - 1921年）が始まる。

### ハンガリー革命とハンガリー・ルーマニア戦争
1918年11月16日、ハンガリーの自由主義者カーロイ・ミハーイ伯らが、ハンガリー民主共和国を成立させ、オーストリア＝ハンガリー帝国からの独立を宣言した。しかしこの政権は国内の混乱を収拾できず、ルーマニアによるトランシルヴァニア併合も重なり、クン・ベーラらハンガリー共産党によるハンガリー評議会共和国が成立した。評議会共和国はスロバキアの奪回を目指してチェコスロバキアに侵攻したが（チェコスロバキア・ハンガリー戦争）、ルーマニア軍による本格侵攻を受けてブダペストは陥落、ホルティ・ミクローシュらによるハンガリー王国の成立につながることになる。